# Theta1 Microscopii
Theta1 Microscopii (θ1 Mic / θ1 Microscopii) è una stella della costellazione del Microscopio. Nell'ordine delle stelle più luminose della costellazione è la terza per magnitudine; dista 186 anni luce dalla Terra.
θ1 Microscopii è una stella bianca di sequenza principale di tipo spettrale A2 Vp; la "p" indica che si tratta di una stella peculiare, caratterizzata da campo magnetico intenso e spettri con linee di emissione fortemente marcate per alcuni elementi chimici, in particolare cromo, europio, stronzio e magnesio. Catalogata come variabile Alfa2 Canum Venaticorum, la sua luminosità varia di 0,12 magnitudini in un periodo di 2,12 giorni.
La temperatura effettiva di θ1 Microscopii è di 9750 kelvin. Con una luminosità 33 volte quella solare e un raggio di 2,8 raggi solari, possiede una massa pari a 2,3 volte quella solare. La sua età stimata è di 275 milioni di anni.